# Atelopus reticulatus
Atelopus reticulatus är en groddjursart som beskrevs av Lötters, Haas, Schick och Böhme 2002. Atelopus reticulatus ingår i släktet Atelopus och familjen paddor. IUCN kategoriserar arten globalt som akut hotad. Inga underarter finns listade.